# Titanic (Oklahoma)
Titanic é uma região censitária (CDP) no condado de Adair, Oklahoma, Estados Unidos. A população era de 356 no censo de 2010. Presumivelmente, recebeu o nome do famoso transatlântico RMS Titanic.
Um correio foi estabelecido no Titanic, em 3 de janeiro de 1916, mas descontinuado em 31 de dezembro de 1927, com correspondência para Stilwell.
Titanic está localizado a 35° 54′ 03″ N, 94° 46′ 19″ O, ao longo do lado norte da Oklahoma State Highway 51. Fica a 11 milhas (18 km) a noroeste de Stilwell, a sede do condado, e 13 milhas (21 km) a leste de Tahlequah no condado de Cherokee.
De acordo com o United States Census Bureau, o CDP tem uma área total de 5,4 milhas quadradas (13,9 km²), dos quais 5,3 milhas quadradas (13,8 km²) são terrestres e 0,039 milhas quadradas (0,1 Km²), ou 0,72%, são água.
1. ↑  «U.S. Census website» (em inglês). United States Census Bureau. Consultado em 31 de janeiro de 2008
2. 1 2  «Geographic Identifiers: 2010 Demographic Profile Data (G001): Titanic CDP, Oklahoma» (em inglês). U.S. Census Bureau, American Factfinder. Consultado em Julho 12, 2013. Cópia arquivada em Fevereiro 12, 2020
3. ↑  Shirk, George H., Oklahoma Place Names, Norman, Oklahoma: University of Oklahoma Press (1965), p 206.
4. ↑  Helbock, Richard W., Oklahoma Post Offices, Lake Oswego, Oregon: La Posta Publications (1987), p 42.